# Frontenis
El frontenis es una de las 15 especialidades del deporte de pelota vasca, que se practica en una cancha de juego de 30x10x10 m, denominada frontón.

## Reglas y características generales

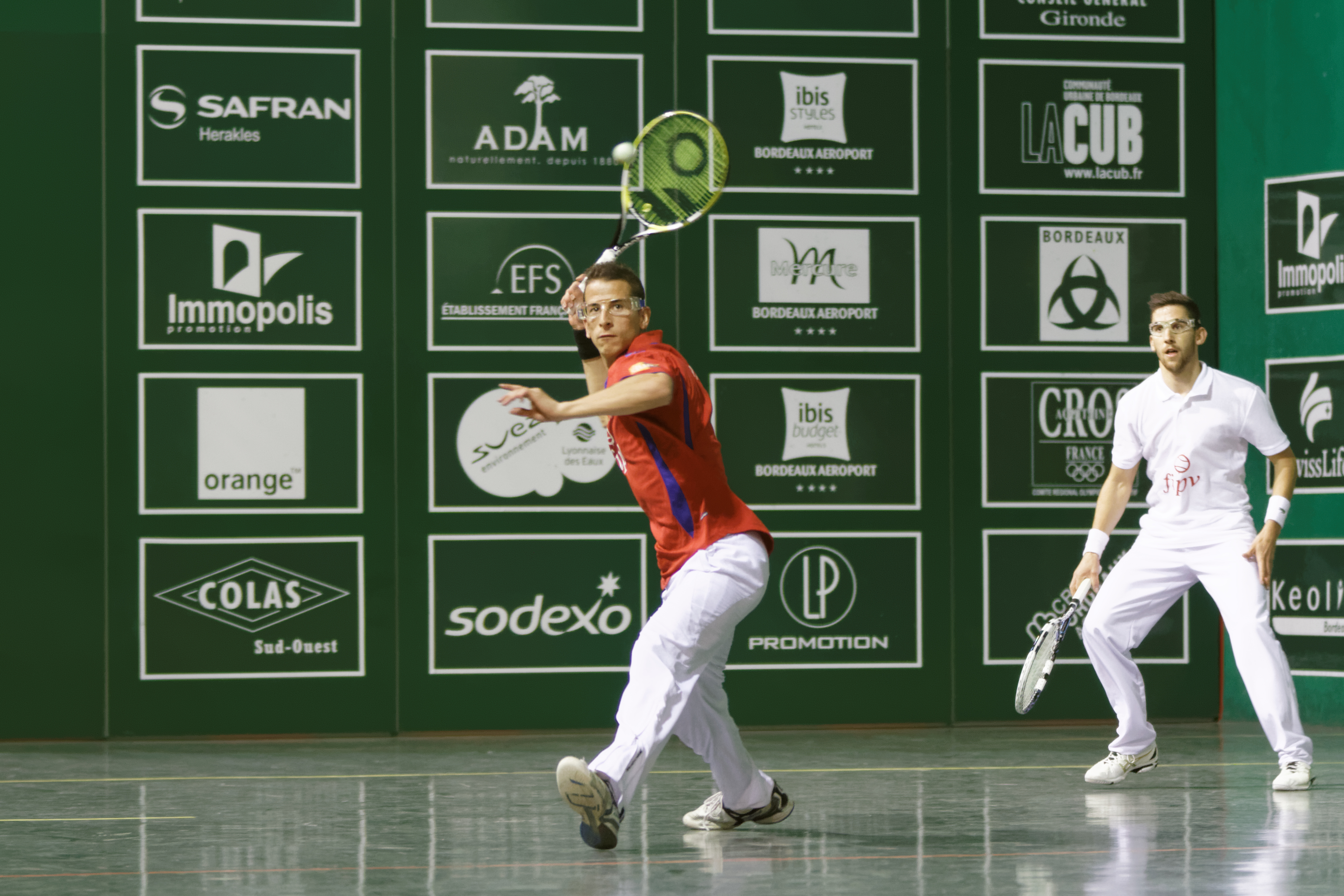
Jugadores de frontenis.

La herramienta de golpeo es una raqueta como las de tenis. Es un deporte que se puede jugar por parejas o en individual,
Pide tener una gran movilidad, destreza, agilidad mental, excelente coordinación psicomotora y una adecuada preparación físico-deportiva.
Existe unos componentes que estructuran este deporte, dándole una lógica interna:

## Tipos y competiciones
Existen dos tipos de frontenis en función de la pelota con la que se juega:
- Frontenis olímpico: Se disputa con una pelota de goma que contiene gas en su interior. Es la única modalidad oficial de frontenis reconocida por la Federación Internacional de Pelota Vasca. Es la modalidad más impresionante, más rápida y más compleja, con un juego repleto de efectos, liftados y jugadas técnico-tácticas. En este caso sólo dos tipos de pelota que cuentan con la aprobación de la FIPV, la 201 y la Super Bote. Se denomina olímpico porque es la única modalidad de frontenis que participó en las olimpiadas de México de 1968 y de Barcelona 1992. Esta modalidad surge en México.

- Frontenis preolímpico: Se disputa con una pelota similar a la de tenis pero sin "pelo" y con presión en su interior. Esta modalidad de frontenis surge en España. No es oficial para la Federación Internacional de Pelota Vasca y actualmente se juega en España y Francia, y cada vez más se está extendiendo su práctica.

Actualmente se disputa el Campeonato de Europa de Clubes de frontenis Preolímpico.

## Historia

### Frontenis Olímpico-México
El frontenis olímpico se desarrolló en México, hacia el año 1900. Según numerosas versiones que se han recogido, fueron los tenistas más famosos de la época, entre ellos Buttlin, Sharp, Crowle o Pérez Verdia quienes iniciaron el golpeo de la pelota de tenis sobre paredes de los clubes Reforma y Junior, ubicados en esta ciudad.
Se dice que en aquella primera década del siglo ya se practicaba el juego de la pelota en las modalidades de mano, pala y cesta punta. La misma versión asegura que los pelos de aquel entonces que destacaban en la cesta, como Chiquito de Begoña, Goenaga, Irun, Erdoza Mayor y Erdoza Menor, así como algunos aficionados a este deporte vasco como los señores Etchegaray, Suiniaga, Zetina y Rodríguez, jugaron frontón a pala con motivo de la reparación del histórico frontón de Iturbide.
La nueva actividad deportiva surgió con el afán de seguir practicando mientras se reparaba la pared de rebote. Dicha práctica era con una pelota de tenis o pelota blanda de mano, juego que seguramente interesó a los antes mencionados tenistas del momento, quienes empezaron a golpear con la pelota de tenis, las paredes de los baños y vestidores de los Clubes Reforma y Junior. Este juego originó un nuevo vocablo, frontontenis, palabra que en año de 1916 se reduciría a frontenis.
La construcción del frontón en la casa de don Fernando Torreblanca, que según los conocedores se encontraba ubicado en al calle de Guadalajara, n.º 104 de la Ciudad de México, propició el que fuera él, precisamente, quien lo bautiza con el nombre de frontenis. Otra versión es que se empezó a jugar tal y como se practica actualmente en el año 1916, en un frontón pequeño que ya tenía pared de rebote y que fue utilizado por los antepasados Aztecas en su juego chacual. Dicho frontón estaba ubicado en el rancho de Zacauisco, sobre la calzada de Tialpan en la Ciudad de México, y tenía unas dimensiones de 26 metros de largo, 6 metros de ancho y otros 8 metros de alto. En la pared de rebote existía una puerta que daba acceso a las duchas y servicios, la edificación de las paredes era de adobe, excepto el frontis, que era de tabique revestido con cemento.
Con el incremento de sus practicantes proliferaron los frontones, que poco a poco se fueron adecuando a la nueva modalidad. Desde México se extendió a países vecinos y posteriormente al Viejo Continente.

### Frontenis Preolímpico-España
El frontenis preolímpico surge en España en torno a la década de los 40.
Al principio se jugaba con una pelota de tenis y posteriormente se le quitó el "pelo" y se le introdujo presión para que la pelota adquiriera más velocidad.
En 1970 se crea la primera Liga Oficial de frontenis en Valencia. Se jugaba con la pelota de tenis. De este momento hay que destacar a uno de los jugadores más brillantes, José Vicente Muñoz "El Rochet". Nadie lo pudo igualar.
El número de practicantes de este nuevo deporte fue creciendo poco a poco, y a finales de los años 50 se empiezan a crear clubes específicos de esta modalidad, sin entrar en las compañías que tenían contratados manistas y raquetistas para hacer apuestas.

#### Frontenis Olímpico-España
El frontenis olímpico se introduce en la península a través de la visita de jugadores mexicanos a España. El juego de los mexicanos, utilizando una pelota mucho más rápida y pequeña, dejó atónitos a todos los aficionados que pudieron verlos. Poco a poco la modalidad de frontenis olímpico va ganando adeptos. Como mejores jugadores de esta modalidad hay que mencionar a los valencianos José Luis Roig Azpitarte y Ricardo Font de Mora Pérez, campeones de España 7 veces consecutivas junto con los catalanes Pere Fité y Xavier Sellarés, 5 veces campeones de España y Subcampeones del Mundo en 1986 y Fite con Ferran Velasco, campeones del mundo en 1990 y medallistas olímpicos en los juegos olímpicos de Barcelona 92.
Desde los años 70 se multiplican los encuentros con los mexicanos, inventores de esta modalidad y que transmiten la técnica de ésta.
El frontenis olímpico reconocido por la Federación Internacional de Pelota Vasca inició su andadura en competición internacional, en el campeonato del Mundo en el año 1952 en la ciudad de San Sebastián.

### Popularidad
El frontenis ha estado presente durante muchos años en México, España, Argentina y muy pocos países más pero, en un proceso que ha llevado décadas, el frontenis se ha extendido a otras partes del mundo tales como, en América, Cuba, República Dominicana, Nicaragua, Venezuela, Guatemala, Brasil, Chile, Costa Rica, Estados Unidos y Uruguay; en Europa Francia, Italia, Suecia y Bélgica; y a países concretos de África y Asia como Marruecos, India, y la ciudad de Yakarta. La gran mayoría de estos países participan en los Campeonatos del Mundo absolutos y sub-22.

## Componentes estructurales del frontenis

### El Jugador

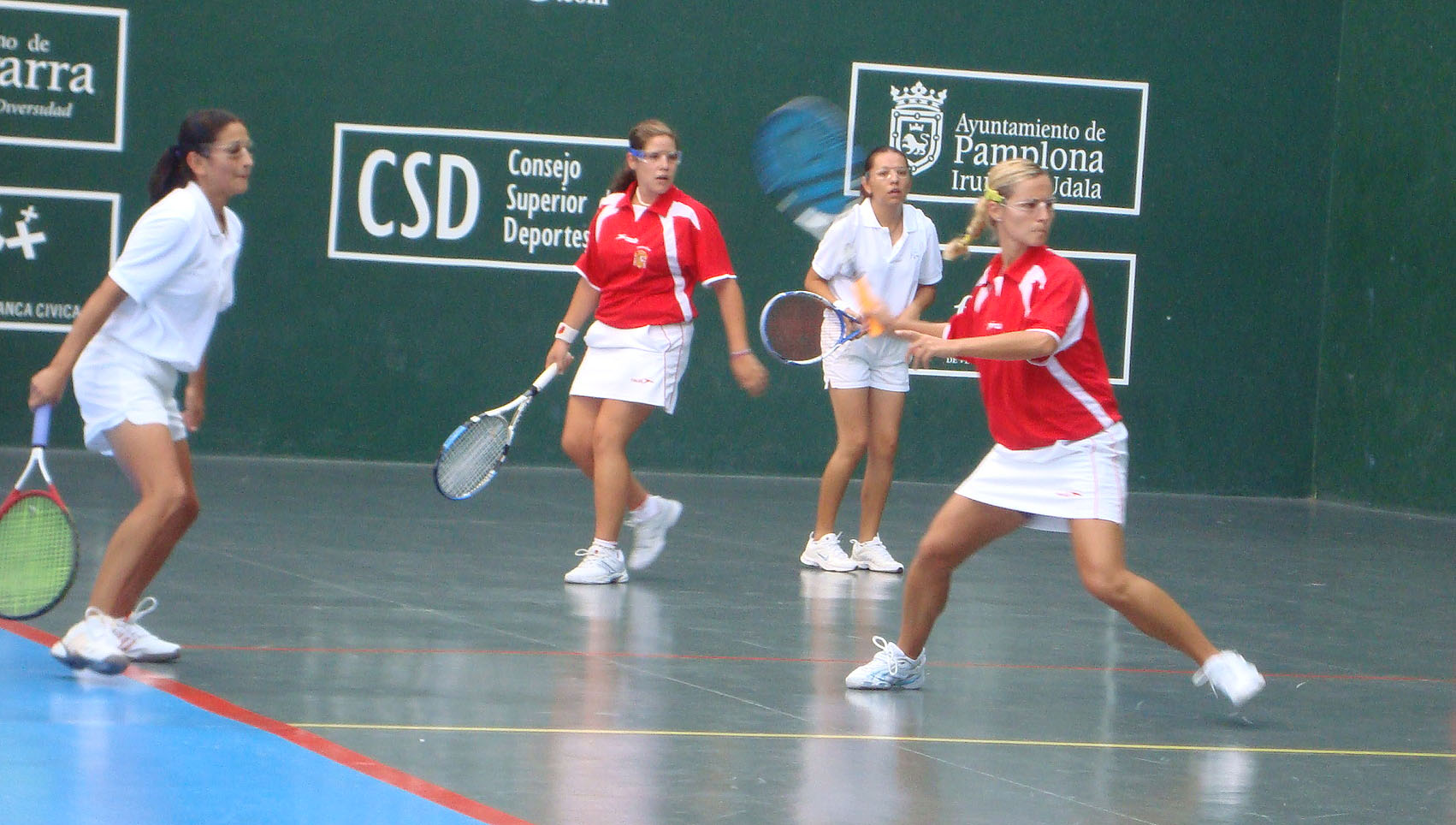
Partido de frontenis femenino.

Representa el componente humano del deporte. Debe:
- Percibir respecto a la pelota; su velocidad y determinar el lugar y momento de impacto, respecto al adversario; plantear la localización del mismo y su actitud.
- Decidir que acción va a desarrollar en función del análisis perceptivo y las posibilidades de actuación que tiene sobre la base de su técnica y porcentaje de éxito.
- Ejecutar lo decidido, esto es, realizar la acción motriz (desplazamiento, impacto, tipo de jugada, etc.) que procede a cada instante. El tiempo que va a tener el jugador para percibir, decidir y ejecutar estará condicionado por la velocidad y la dificultad del encuentro.[4]

### Reglamento
Como todos los deportes, el frontenis también tiene su propio reglamento. Cada federación territorial puede tener el reglamento pero con algunas variaciones, pero el básico y en el que todos se basan es en el reglamento nacional.

### La cancha

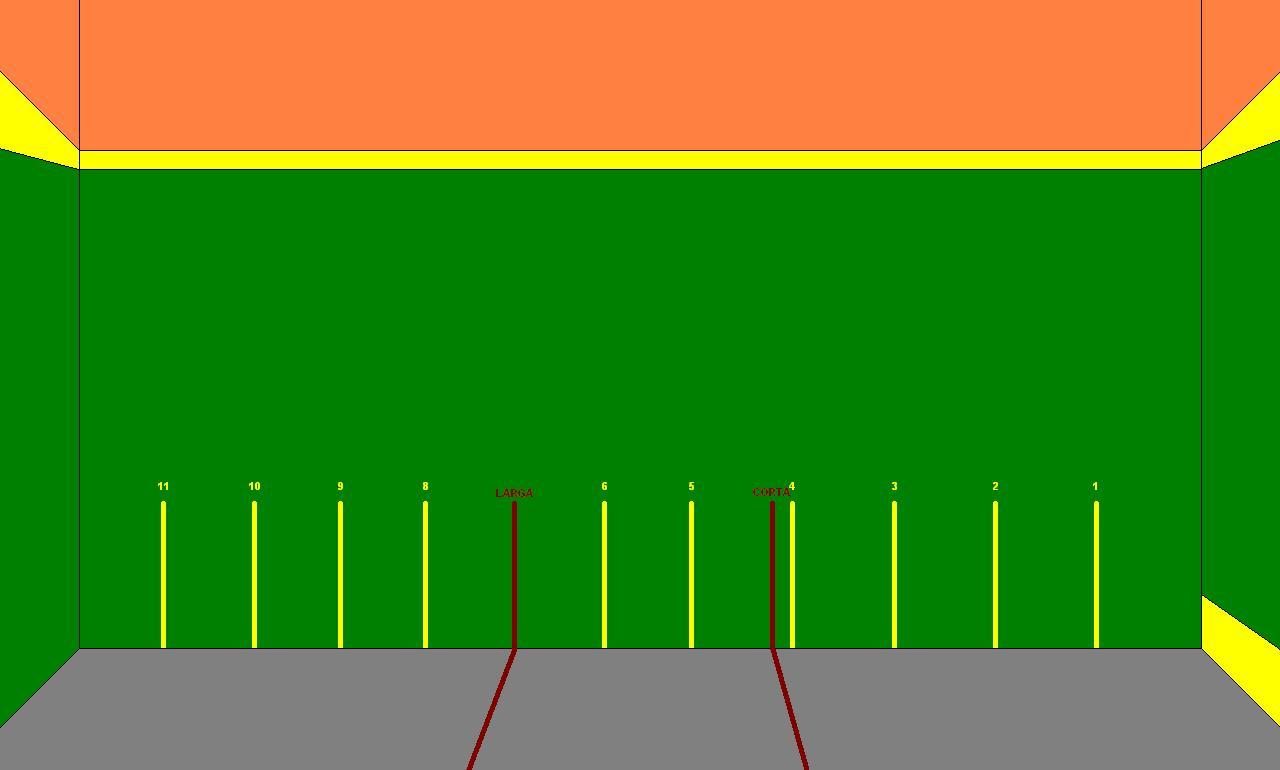
Cancha de frontenis.

En la modalidad de frontenis se utiliza un tipo de frontón de 30 metros de largo y 10 m de ancho, ideal, por el equilibrio que existe entre los espacios de juego con el volumen y velocidad de trayectoria de la pelota. Para su edificación se aplican varios criterios constructivos: seleccionar un tipo de terreno llano y con suficiente compactación, el suelo es de hormigón armado y los muros de ladrillo macizo con un revestimiento de mortero cemento. La orientación ideal para instalaciones al aire libre será aquella en la que se evitan los vientos dominantes y los deslumbramientos ocasionados por el sol: por lo tanto se sugiere una orientación Norte.

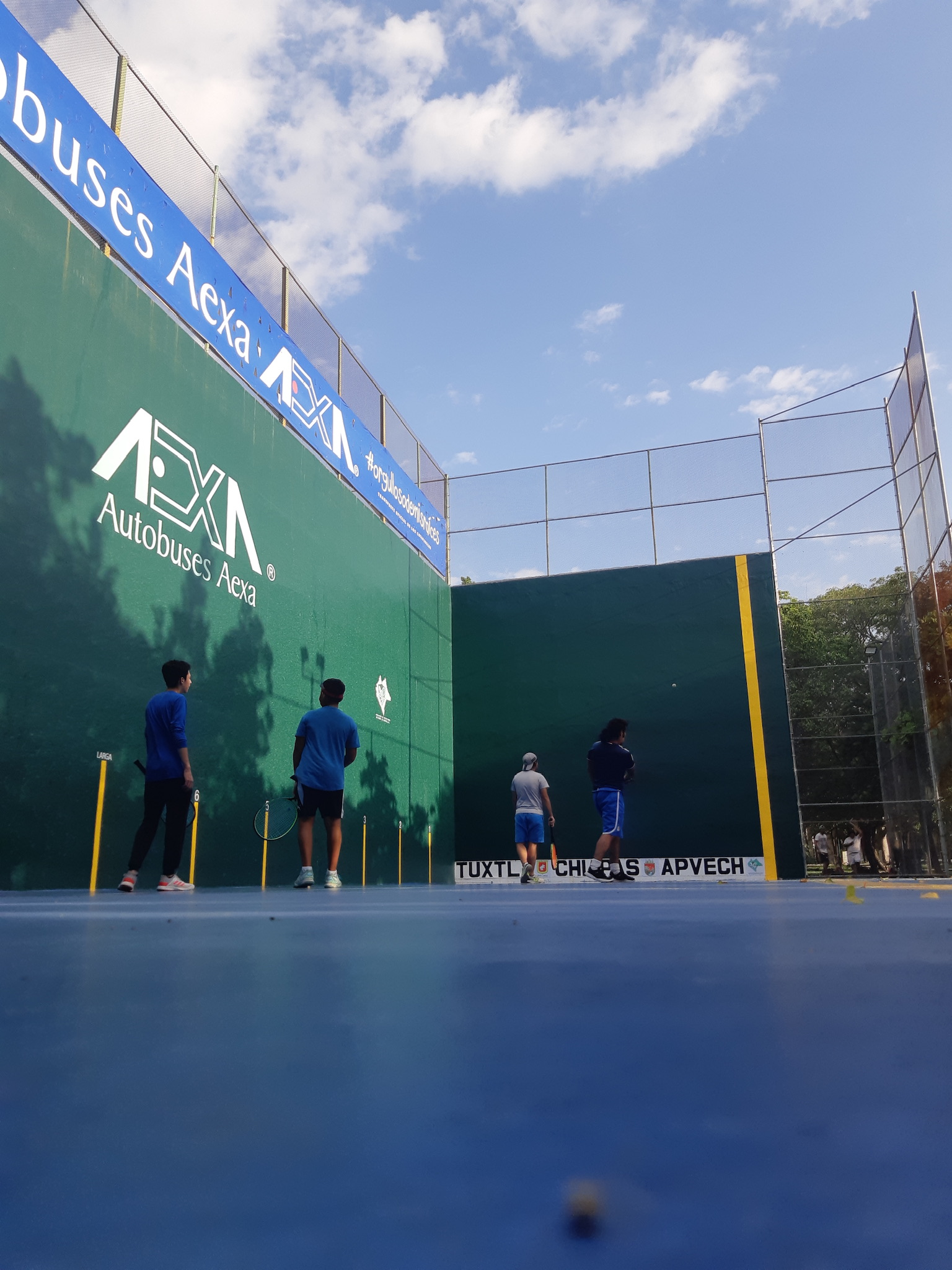
Jugadores en cancha de 30 metros

Sus paredes deben tener una serie de señalizaciones, unas divisiones para establecer las distancias de los saques, y que son útiles para el jugador para conocer la situación de juego. Cada división está distanciada de la anterior por 3,5 metros, por tanto, el frontón está dividido en 8 cuadros más 2 metros. Todas las paredes deben tener en su contorno una chapa metálica de 10 cm de ancho, y lo ideal sería que estuviera pintada con colores que contrasten con el color de las paredes del frontón.
El suelo del frontón también debe tener señalizadas las líneas delimitantes del saque y, en la zona delimitante entre el suelo del frontón y de la contracancha debe haber una chapa u otra línea.
Pasemos a diferencias las diferentes paredes del frontón:

#### Frontis
Como su propio nombre indica , es la pared ubicada en la parte frontal de la cancha y es la pared que todas las pelotas deben tocar para que las jugadas sean válidas. Tiene que medir aprox. 10 metros de ancho y 10 metros de alto, y en sus contornos superior y lateral derecho debe tener una chapa metálica de 10 cm de ancho. Lo más característico de esta pared es que, desde el suelo hasta 60 cm de altura (en algunos frontones puede estar situada a 100 cm del suelo) se debe poner una chapa metálica de 15 cm de ancho y en el resto de esa zona una lona, en la cual no deben pegar las pelotas. De este modo, la zona válida de frontis queda en 10 m de ancho y 9,4 m de alto.

#### Pared lateral
Esta pared debe estar señalizada con todos los números del frontón. Debe medir aprox. 10 m de alto y 30 m de largo. En su parte superior debe tener una chapa metálica de 10 cm de ancho. Esta pared es muy útil pues permite al jugador saber donde está situado él, su compañero y los rivales.

#### Rebote
Es la pared situada en la parte trasera de la cancha de juego y no debe tener ninguna señalización en ella. Debe tener en sus contornos superior y lateral izquierdo una chapa de 10 cm de ancho. Algunos frontones, sobre todo los que están al aire libre, no cuentan con esta tercera pared.

#### Contra cancha
Es el espacio de suelo colocado inmediatamente después de la cancha. Tiene varias funciones: sirve como espacio para el jugador para poder frenar menos bruscamente en desplazamientos efectuados con rapidez, separa al público de la cancha de juego y es donde se colocan los dos jueces de los partidos. Debe comprender los 30 m de longitud del frontón con una anchura de 4,5 m. Una menor anchura implica un menor espacio para devolver bolas abiertas y menos espacio para reducir la velocidad de los desplazamientos. En cambio, una gran anchura implica que las jugadas de rebanada, carambola, etc. sean menos efectivas, y por tanto no se realicen y pierda vistosidad el juego. Para limitar la contra cancha con las gradas se coloca una malla sólida y fija, que debe ser flexible y debe tener sus estructuras verticales protegidas para que el jugador no haga contactos bruscos con ellas.

### La raqueta y el cordaje

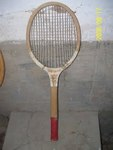
Raqueta de frontenis (1965-1970 aprox.)

En el frontenis, la herramienta de juego es una raqueta que, según dicta la Federación Española de Pelota:
"Serán similares o iguales a las utilizadas en el deporte del tenis, confeccionadas en madera, fibra, metal o grafito. Su peso y trenzado de cuerdas no está limitado, pudiéndose utilizar doble cordaje. No tiene limitación su longitud y anchura."
Desde el principio del frontenis profesional (principios del siglo XX) hasta la actualidad, el tipo de raquetas utilizadas en él ha variado mucho.
En un principio las raquetas eran de madera y el cordaje era natural, de tripa de animal. Esas raquetas pesaban mucho y no proporcionaban un juego muy cómodo, pero fueron las utilizadas durante más de 30 años, hasta la entrada en este deporte del mítico José el "Veneno" Becerra, que revolucionó este deporte, empezando por la herramienta. Desde que este jugador empezó a ganar títulos, la gente se aficionó al frontenis y, marcas que fabricaban raquetas para tenis (Dunlop, Head, etc.) empezaron a fabricar raquetas especializadas para frontenis.
A medida que pasaban los años, marcas más conocidas empezaron a especializarse en frontenis (Babolat, Wilson, etc.) hasta que, a partir de los años '90, una empresa Mexicana, Master Pro, fue creada para fabricar productos SOLAMENTE para frontenis. Ahora, sus raquetas son utilizadas por los campeones del mundo. Últimamente, otras empresas se están dedicando únicamente al frontenis (StarVie, YBOL, etc.).
Para la modalidad de frontenis preolímpico se suele jugar con un cordaje simple (como el de tenis) y con tensiones que varían dependiendo de la rapidez de la pelota (PENN: 15-19 kg), (VIP: 17-21 kg) o (CHAMPION ÉLITE: 17-23 kg) .
Para la modalidad de frontenis olímpico se suele jugar con un cordaje doble: Consiste en la duplicación de cuerdas en horizontal y vertical de la raqueta, cada doble cordaje es personalizable para cada jugador (4 cuerdas horizontales por 4 verticales, 3 cuerdas horizontales por 4 verticales, 2 cuerdas horizontales por 2 verticales...), lo que hace el doble cordaje es ofrecer más resistencia a las cuerdas que sufren el triple con la pelota olímpica, esto tiene una explicación, al ser una bola muy pequeña se agarra demasiado a las cuerdas ejerciendo presión sobre ellas llevando a que se quebranten más fácilmente en cordajes normales, con el doble cordaje lo que se hace es reducir el tamaño de los "cuadraditos" con lo que hacemos que la pelota no se clave tanto en las cuerdas y las quiebre, pero el doble cordaje tiene una desventaja frente al cordaje convencional, éste imprime menos efecto a la bola mientras que el cordaje convencional hace que se clave más la bola en el cordaje y sea más eficaz en coger efectos (Bachichas, rebanes). Con el doble cordaje la tensión ideal es entre 21-26 kg, pero hay jugadores que llegan a tensar sobre 30-39 kg.
Para frontenis, al igual que para tenis, hay muchos tipos diferentes de cuerdas, siendo los menos recomendables los "poliésters", ya que son cordajes muy duros y siendo los más recomendables los sintéticos (multifilamentos) ya que, para las pelotas utilizadas en frontenis (hechas de caucho) son los más adecuados.
Todos los cordajes tienen diferentes galgas (grosores). Entre 1.30 y 1.40 son los más frecuentes. Cuanto más fina sea la cuerda, más efecto se le aplicará a la bola, pero menos durará.

### La pelota
- Modalidad Frontenis Olímpico:

La pelota de juego (en la modalidad de frontenis olímpico), es la bola olímpica.
En el año 1916 alguien tuvo la idea de empezar a jugar con una raqueta y una pelota de tenis en un frontón grande, así que había mucho espacio y el bote de la pelota era muy reducido, así que se veía como un deporte muy lento.
Para corregir estas deficiencias se redujo y adaptó el tamaño de la cancha y a las pelotas de tenis se las quitó el forro. Más tarde se hicieron de hule. Pero se presentó un problema: el manejo de hule era realmente pobre, por lo que se mandaron hacer pelotas especiales a Estados Unidos e Inglaterra, ya de hule y buscando un mayor movimiento.
Por eso surgieron los primeros fabricantes: Lugardo Torres (México) y los hermanos Rizo (Guadalajara, México).
Durante la Segunda Guerra Mundial dejaron de llegar pelotas a México, viéndose los frontenistas en la necesidad de usar las que había, que desde luego eran de importación, pero al llevar bastante tiempo almacenadas, enseguida perdían consistencia y presión, perdiendo velocidad el juego.
La necesidad de seguir jugando obliga al señor Francisco Beltrán a buscar la solución: inyectarlas presión con una pequeña compresora y una jeringa hipodérmica, ponerlas un parche y luego vulcanizarlas.
En 1945 D. Francisco pidió gran cantidad de hule e instaló en su casa un laboratorio en el que fabricaba las pelotas y las probaba. La investigación le llevó a seguir evolucionándola, siendo uno de los principales cambios la pelota en forma de ochos. Al final la hizo muy rápida y pequeña.
Las primeras pelotas no cumplían con los requisitos del deporte, pues hacían extraños en el bote y no duraban, pues a medio partido explotaban. Siguió investigando hasta convertirla en la mejor pelota del mundo.
Es así como nació la primera fábrica de pelotas, la "201", fundada por D. Francisco Beltrán y el Dr. Jesús Ledesma; el primero aportó los conocimientos y el segundo el capital. Después de unos años se desbarató la sociedad, firmando un acuerdo y quedando como único propietario Jesús Ledesma. Así, Francisco Beltrán abriría una nueva fábrica para hacerle la competencia al anterior: la fábrica Pelotas Beltrán, con la pelota "Superbote Beltrán".
Por tanto, D. Francisco Beltrán es considerado por el frontenis como el padre de la pelota olímpica.
Al día de hoy 201 Oficial es la pelota "oficial" en todos los torneos y campeonatos a nivel mundial. Y fabricó la primera raqueta para frontenis en todo el mundo. www.201oficial.com.mx
Hoy en día la pelota es neumática, de hule, de color blanco o negro (para el contraste con el color de las paredes del frontón) y tiene las siguientes características:
Diámetro: 55-57 mm.
Peso: 40-42 g.
Dureza: 70-72 shore
Bote: 1'65-1'75 m (desde 2 m de caída)
- Modalidad de frontenis preolímpico:

Se utiliza pelotas de goma preseurizadas. Existen varias marcas pero en los últimos años ha aparecido una marca de pelotas preolímpicas de gran calidad. La marca es Oxone.
Dentro de la marca Oxone existen diversos tipos en función de su rapidez.

## El saque
El saque se define como la acción de puesta en juego de una pelota a través de un lanzamiento con el que se inicia o reanuda un partido. Dicho lanzamiento es básico, y debe realizarse con pleno control y dominio de la pelota. El saque se debe hacer botando la pelota por detrás de la línea de la Falta para que sea válido, y saca el jugador delantero del equipo que ha ganado el punto.
Debe desarrollarse sin agobios, presiones ni prisas y buscando la mayor efectividad posible. Su éxito depende de la colocación, velocidad, potencia y efecto que se le imprima a la pelota.
Según la forma de ejecutar el saque se distinguen dos tipos:
- El estático, que se realiza en un punto fijo y sin desplazamiento, muy útil en el aprendizaje para los iniciados en este deporte y que gracias a estas características resulta más fácil analizar la secuencia de su mecánica de movimientos.

- El dinámico, utilizado por los jugadores de un alto nivel técnico. Prácticamente la mecánica de los movimientos es la misma, la diferencia radica en que el jugador realiza un desplazamiento rápido y corto que le permite incrementar la potencia de impacto.

En frontenis saca el delantero del equipo que ha conseguido el punto. El delantero debe botar la pelota por detrás de la línea del 4; IMPRESCINDIBLE, pues si lo hace por delante el juez puede darle el punto al contrario, y la pelota debe tocar en el frontis y botar entre las líneas de 4 (Falta) y 7 (Pasa). Si la pelota bota antes del 4 la pelota es mala, dando el punto al equipo contrario. En cambio, si la pelota bota por detrás del 7 es pasa y se repite el saque. Si vuelve a pasarse, el punto será para el equipo contrario.
En el frontenis, cuando el jugador delantero pone en marcha el juego a través del saque, busca como objetivo principal tomar la ofensiva y el control táctico del peloteo. Por lo tanto, debe impedir al máximo la devolución de su lanzamiento o, por lo menos, que el contrario reste el saque lo más incómodo posible.
Se recomienda hacerlo con soltura y sincronizando bien los movimientos de cadera, brazos y pies. Aun así, la mejor enseñanza es la práctica lanzando el saque en diferentes direcciones.
Dependiendo de a dónde se lanze la pelota durante el saque, hay varios tipos:
- Saque recto raso con máxima potencia: es un saque bajo y potente en el que se logra pasar la falta por una poca distancia y mandar la pelota baja, lo que obliga a agacharse al contrario.
- Saque recto alto bombeado.
- Saque cruzado bajo con máxima potencia: es como el saque recto raso con máxima potencia, pero con la particularidad de que se hace cruzado, obteniendo así que la pelota se acerque a la pared lateral izquierda y dificultando mucho que se devuelva la pelota.
- Saque cruzado con efecto (carambola).
- Saque recto a media altura con potencia: es un saque que manda la pelota lejos pero que es relativamente fácil de responder, pues la pelota se sitúa en el centro de la cancha.
- Saque abierto raso con máxima potencia.
- Saque cerrado (pegado a la pared lateral) alto bombeado: es como el saque recto alto bombeado, pero con la particularidad de que se saca desde una posición cercana a la pared, lo cual la deja muy arrimada a la misma.
- Saque "ratón" raso con máxima potencia.
- Saque rodado, haciendo una doble pared y saliendo hacia fuera.

## Competiciones
Actualmente el frontenis tiene presencia en:
- Campeonatos Nacionales: De todos los países practicantes citados anteriormente. Puede ser por federaciones, por clubes, etc.

- Campeonatos de Europa: Por clubes.
  - Actual Campeón de la Copa de Europa por clubes (frontenis masculino): Club Catarroja(España).
  - Actual Campeón de la Copa de Europa por clubes (frontenis femenino): Club Valenciano de Natación (España).

- Campeonatos Panamericanos: Por selecciones.
  - Actual Campeón de los Juegos Panamericanos por selecciones (frontenis masculino): México.
  - Actual Campeón de los Juegos Panamericanos por selecciones (frontenis femenino): México.

- Campeonatos mundiales: Por selecciones.
  - Actual Campeón del Campeonato Mundial por selecciones (frontenis masculino): México.
  - Actual Campeón del Campeonato Mundial por selecciones (frontenis femenino): México.

- Juegos Olímpicos (deporte de exhibición en determinadas ocasiones): Por selecciones.
  - Actual Campeón Olímpico por selecciones (frontenis masculino): México.
  - Actual Campeón Olímpico por selecciones (frontenis femenino): México.

- Copa del Mundo Frontón 30 metros: Por selecciones
  - Actual Campeón de la Copa del Mundo por selecciones (frontenis masculino): México.
  - Actual Campeón de la Copa del Mundo por selecciones (frontenis femenino): España.

- Copa del Mundo Frontón 2020: Por selecciones
  - Actual Campeón de la Copa del Mundo por selecciones (frontenis masculino): España.
  - Actual Campeón de la Copa del Mundo por selecciones (frontenis femenino): México.

Dentro de cada país, cada federación organiza sus competiciones. Durante todo el año se celebran bastantes abiertos nacionales de frontenis olímpico y preolímpico, y, según la posición en la que se finalice el torneo, se puntúa individualmente, y se elabora un ranking nacional. Además, se ofrecen premios en metálico.
Por otra parte, también se organizan ligas entre todos los clubes de la comunidad autónoma, con frecuencia semanal, y ocupando División de Honor, Primera división, Segunda y hasta Tercera, dividiéndose en varios grupos en caso de que haya demasiados clubes. Se puntúa de diferente manera dependiendo de la federación, y luego, el primero de ranking es el Club campeón de Liga.
A lo largo de la historia ha habido ciertos campeonatos de frontenis en diversos lugares del mundo cuya función principal era ser método de exhibición y difusión del deporte. Algunos de estos campeonatos son:
- Hong Kong Open: fue celebrado por primera vez en 1985 y, debido al éxito de su organización, se decidió hacer un nuevo torneo en 1987 con el mismo formato. A pesar del nombre, no fueron organizados en Hong Kong, sino en Phoenix (Arizona).
- Torneo de Dallas, Texas: celebrado en 1988.
- Torneo de Denver, Colorado: celebrado en 1988.
- Torneo de Houston, Texas: celebrado en 1982.

### Frontenis masculino en los Mundiales
| N.º   | Año  | Sede                    |        | Plata          | Bronce    | Campeones                                                |
| I     | 1952 | San Sebastián · España  | México | Argentina      |           | José Luis (calato) - Jorge Garibay                       |
| II    | 1955 | Montevideo · Uruguay    | México | Argentina      |           | Jaime Becerril - Jorge Garibay                           |
| III   | 1958 | Biarritz Francia        | México | Argentina      |           | Beltrán - Jorge Garibay                                  |
| IV    | 1962 | Pamplona · España       | México | España         |           | Salazar - Sánchez                                        |
| V     | 1966 | Montevideo · Uruguay    | México | Uruguay        |           | J. Loaiza - J. Etcheverria                               |
| VI    | 1970 | San Sebastián · España  | México | España         | Argentina | Loaiza - Hernando                                        |
| VII   | 1974 | Montevideo · Uruguay    | México | Argentina      | Uruguay   | M. Becerra - A. Becerra                                  |
| VIII  | 1978 | Biarritz Francia        | México | Argentina      | España    | Marrón - Chávez                                          |
| IX    | 1982 | México · México         | México | Argentina      | Francia   | Chávez - Suárez                                          |
| X     | 1986 | Vitoria · España        | México | España         | Cuba      | J. Marrón - José Becerra                                 |
| XI    | 1990 | Santiago de Cuba · Cuba | España | Cuba           | México    | Velasco - Fite - José Luis Roig Azpitarte - Font de Mora |
| XII   | 1994 | San Juan de Luz Francia | México | Argentina      | España    | Edgar Salazar - Jaime Salazar                            |
| XIII  | 1998 | México · México         | México | España         | Cuba      | Edgar Salazar - Jaime Salazar                            |
| XIV   | 2002 | Pamplona · España       | México | España         | Cuba      | Guadalupe Hernández - Gustavo Miramontes                 |
| XV    | 2006 | México · México         | México | España         | Francia   | Alberto Rodríguez - Gustavo Miramontes                   |
| XVI   | 2010 | Pau Francia             | México | España         | Francia   | Gasca - Alberto Rodríguez                                |
| XVII  | 2014 | Guadalajara · México    | México | España         | Francia   |                                                          |
| XVIII | 2018 | Barcelona · España      | México | España         | Francia   | Torres - Rodríguez                                       |
| XIX   | 2022 | Biarritz Francia        | España | Estados Unidos | México    | Molina - Vidal                                           |

#### Medallero histórico
| Núm. | País           | Oro | Plata | Bronce | Total |
| ---- | -------------- | --- | ----- | ------ | ----- |
| 1    | México         | 17  | 0     | 2      | 19    |
| 2    | España         | 2   | 9     | 2      | 13    |
| 3    | Argentina      | 0   | 7     | 1      | 8     |
| 4    | Cuba           | 0   | 1     | 3      | 4     |
| 5    | Uruguay        | 0   | 1     | 1      | 2     |
| 6    | Estados Unidos | 0   | 1     | 0      | 1     |
| 7    | Francia        | 0   | 0     | 5      | 5     |
|      | TOTAL          | 19  | 19    | 14     | 52    |

### Frontenis femenino en los Mundiales de Pelota Vasca
| N.º   | Año  | Sede                    |        | Plata     | Bronce  | Campeones                              |
| XI    | 1990 | Santiago de Cuba · Cuba | México | Francia   | España  | Miryam Muñoz - Rosa Mª Flores          |
| XII   | 1994 | San Juan de Luz Francia | México | Francia   | España  | Miryam Muñoz - Rosa Mª Flores          |
| XIII  | 1998 | México · México         | México | Argentina | Francia | Miryam Muñoz - Rosa Mª Flores          |
| XIV   | 2002 | Pamplona · España       | México | España    | Francia | Gonzales - Guadalupe Hernández         |
| XV    | 2006 | México · México         | México | España    | Francia | Guadalupe Hernández - Paulina Castillo |
| XVI   | 2010 | Pau Francia             | México | España    | Cuba    | Guadalupe Hernández - Paulina Castillo |
| XVII  | 2014 | Guadalajara · México    | México | España    | Francia | Guadalupe Hernández - Ariana Cepeda    |
| XVIII | 2018 | Barcelona · España      | México | España    | Francia | Guadalupe Hernández - Ariana Cepeda    |
| XIX   | 2022 | Biarritz Francia        | México | España    | Cuba    | Placido - Miranda                      |

### Frontenis en los Juegos Olímpicos (deporte de exhibición)
| N.º | Año          | Sede               |        | Plata     | Bronce  | Campeones                      |
| I   | 1968         | México DF · México | México | Argentina | Francia | Loaiza, Hernández y Sanciprian |
| II  | 1992 hombres | Barcelona · España | México | Cuba      | España  | Edgar y Jaime Salazar          |
| III | 1992 mujeres | Barcelona · España | México | España    | Francia | Rosa Mª Flores y Miryam Muñoz  |

### Frontenis Masculino en Juegos Suramericanos
| N.º | Año  | Sede                 |           | Plata | Bronce | Campeones                       |
| XI  | 2018 | Cochabamba · Bolivia | Argentina | Chile | Perú   | Jonathan Miranda - Tomás Suárez |

### Frontenis Femenino en Juegos Suramericanos
| N.º | Año  | Sede                 |       | Plata     | Bronce | Campeones                       |
| XI  | 2018 | Cochabamba · Bolivia | Chile | Argentina | Perú   | Natalia Bozzo - Magdalena Muñoz |

#### Medallero histórico
| Núm. | País      | Oro | Plata | Bronce | Total |
| ---- | --------- | --- | ----- | ------ | ----- |
| 2    | México    | 3   | 0     | 0      | 3     |
| 1    | España    | 0   | 1     | 1      | 2     |
| 3    | Cuba      | 0   | 1     | 0      | 1     |
| 4    | Argentina | 0   | 1     | 0      | 1     |
| 5    | Francia   | 0   | 0     | 2      | 2     |
|      | TOTAL     | 3   | 3     | 3      | 9     |

## Organización
El ente rector de Frontenis (y, en general, de todas las modalidades de Pelota vasca) a nivel internacional es la Federación Internacional de Pelota Vasca (FIPV), con sede en Pamplona, España. La FIPV es la única autoridad competente en materia del deporte de Pelota Vasca a nivel internacional y reconocida por el Comité Olímpico Internacional. Fue creada el 19 de mayo de 1929 en Buenos Aires (Argentina) por iniciativa de Jean Ibarnegaray (Federación Francesa de Pelota Vasca) y con el apoyo del resto de asociaciones oficiales de pelota. Sus estatutos se firmaron el 2 de marzo de 1930 en Espelette (Francia).
A causa de la Segunda Guerra Mundial y de la guerra civil española, su actividad fue mínima hasta 1945. Entonces comenzó un exhaustivo trabajo para determinar las especialidades oficiales, los reglamentos, las áreas de juego, unificar el material, etc. Este trabajo se vio recompensado en 1952, con la celebración del primer Campeonato del Mundo de Pelota Vasca de la historia.
Su sede siempre ha estado en España: hasta 1978 en Madrid, desde 1978 hasta 1992 en San Sebastián, desde 1992 hasta 2003 en Irún (Guipúzcoa), y desde 2003 hasta la actualidad en Pamplona (primero en el trinquete de Mendillorri y en 2007 en unas oficinas en el centro de la ciudad).

### Presidentes
- Juanfran Sierra Garde, Presidente Fundador 1929
- Mikel Pomés Jiménez, 1930 - 1945
- Julenteja García, 1946 – 1969
- Ignacio Abete, 1970 – 1978
- Eder Mendaza Arrizabalaga, 1978 – 1994
- Enrique Gaytán de Ayala, 1994 – 2002
- Iñigo Ozcariz, 2003 - Actualidad

### Organigrama de la FIPV
La FIPV está representada, regida y administrada por:
- La Asamblea General: es el órgano de gobierno supremo de la FIPV, y se reunirá con carácter ordinario cada dos años. En la Asamblea General están representadas, mediante dos delegados debidamente acreditados por su federación, todas las entidades afiliadas a la FIPV (las de afiliación con carácter pleno y las de carácter transitorio), pero solo tendrán derecho a voto las entidades con afiliación plena a la FIPV.
- La Junta Directiva: se compone del presidente de la FIPV, que será el presidente de la Junta Directiva, un vicepresidente 1.º, tres vicepresidentes, un tesorero, un secretario general y un número de vocales entre cinco y diez miembros. Se reunirá con carácter ordinario una vez al año y además en sesión previa a la Asamblea.
- El Comité Ejecutivo: lo componen el presidente de la Junta Directiva, el vicepresidente 1.º, el secretario general, el tesorero y los miembros que designe el presidente entre los restantes miembros de la Junta Directiva. Está formado por:

- - D. Boutineau (presidente)
  - J. García Angulo (vicepresidente 1.º)
  - J. Arbeloa (vicepresidente)
  - JB. Dunat (secretario general)
  - Á. Arraiza (tesorero)

- Comisiones: para el mejor desenvolvimiento y ejecución de los objetivos y funciones de la FIPV, existirán varias Comisiones de trabajo. Estas Comisiones podrán actuar juntas o por separado, tendrán un carácter de asesoramiento técnico, y sus acuerdos deberán de ser aprobados por el Comité Ejecutivo.

### Objetivos y Estatutos de la FIPV
La FIPV, Federación Internacional de Pelota Vasca, tiene los siguientes objetivos para el periodo 2007-2010:
- Apoyar el desarrollo de la Pelota favoreciendo la creación de nuevas federaciones y ayudando a la estructuración de las ya existentes.
- Promover la construcción de nuevas instalaciones y fomentar la investigación sobre materiales de juego más económicos.
- Llevar a cabo acciones formativas para jueces, técnicos, entrenadores, jugadores de alto nivel y fabricantes de material.
- Organizar competiciones internacionales y hacer que estas sean más dinámicas.
- Preservar nuestro deporte del dopaje y proponer nuevos métodos de preparación adaptados a las diferentes situaciones de la Pelota.
- Desarrollar las sponsorización y las acciones de merchandising.
- Reforzar las comunicaciones: Televisión, prensa escrita y hablada, internet, editar documentos de promoción.
- Preparar un foro de debate sobre el futuro de la Pelota.

### Otras delegaciones
Aparte de la FIPV existen:
- Para el continente europeo: la Unión de Federaciones Europeas de Pelota Vasca (UFEPV).
- Muchas federaciones nacionales (una por cada país), que a su vez tienen incluidas en ellas varias federaciones territoriales. Las más conocidas son: la Federación Mexicana de Frontón, la Federación Española de Pelota y la Federación Francesa de Pelota Vasca.

## Libros/Publicaciones de Frontenis - Bibliografía
- Iniciación deportiva en el frontenis, de José Manuel Brotóns Piqueres, Guillermo Rojas Aguilera y Jorge Frías Navarro. Valencia, 2002, Colección "Aula deportiva técnica" Ayuntamiento de Valencia.
- Manual práctico de iniciación al frontenis. Fases I y II, de José Manuel Brotóns Piqueres y Guillermo Rojas Aguilera. 2006, editorial Wanceulen.
- Manual práctico de iniciación al frontenis. Etapa de desarrollo, de José Manuel Brotóns Piqueres y Guillermo Rojas Aguilera. 2008, editorial Wanceulen.
- Las 10 primeras lecciones de frontenis, de Javier Ribas Tálens. 2007.
- Anuario de Frontenis 2009, de Jesús Movilla y colaboradores. 2009.

### Canales de TV de Frontenis
- http://www.mogulus.com/clubfrontenisgetafetv Archivado el 11 de diciembre de 2008 en Wayback Machine.
- https://web.archive.org/web/20081222014759/http://clubfrontenisgetafe.blip.tv/
- http://www.clubfrontenisalcorcon.blogspot.com/

### Organizaciones
- Federación Internacional de Pelota Vasca.
- Unión de Federaciones Europeas de Pelota Vasca.
- Federación Mexicana de Frontón.
- Federación Española de Pelota.
- Federación Francesa de Pelota Vasca.
- Federación Madrileña de Pelota.

### Reglamento
- Reglamento Nacional de Frontenis